# 陳代 (孟子弟子)
陳代，在《孟子》書中又稱為陳子，生卒年不詳。戰國時人，孟子弟子。

## 生平
陳代曾勸孟子去見諸侯，大的話能使諸侯稱王，小的話也能使諸侯稱霸。孟子以齊景公手下的虞人，以及晉國趙簡子、嬖奚、馬車夫王良的故事作為例子，表示不會委屈自己去見諸侯，況且委屈自己的人也無法糾正別人的過錯。
陳代又問孟子，古代的君子要如何才願意做官呢？孟子則回答了三種可以出仕與三種可以辭官的情形。
《孟子外書》記載，孟子母喪，陳代為其辦理牲禮之事。

## 稱號
- 北宋政和五年（1115年）：沂水伯
- 明朝萬曆三十九年（1611年）：先儒陳氏